# SOLRAD 8
SOLRAD 8 (również: Explorer 30) – amerykański satelita naukowy, wysłany w ramach programu Explorer. Celem misji było rejestrowanie promieniowania emitowanego przez Słońce. Satelita działał zgodnie z planem, z wyjątkiem systemu stabilizacji, który nie był w stanie zapewnić optymalnego dla prowadzonych pomiarów, poziomu obrotów wokół osi.

## Zobacz też

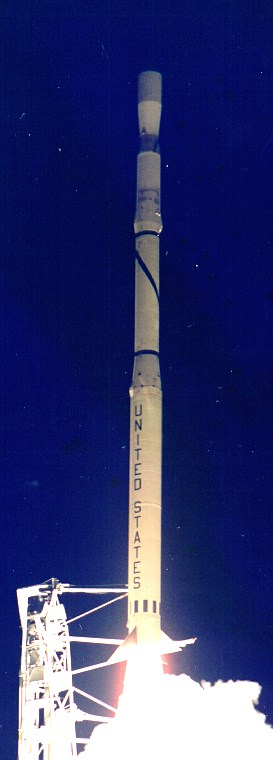
Start rakiety Scout X-4 z satelitą Explorer (Solrad 8) w dniu 19 listopada 1965.